# Kemaller, Yeniçağa
Kemaller là một xã thuộc huyện Yeniçağa, tỉnh Bolu, Thổ Nhĩ Kỳ. Dân số thời điểm năm 2010 là 166 người.